# Anette Harboe Flensburg

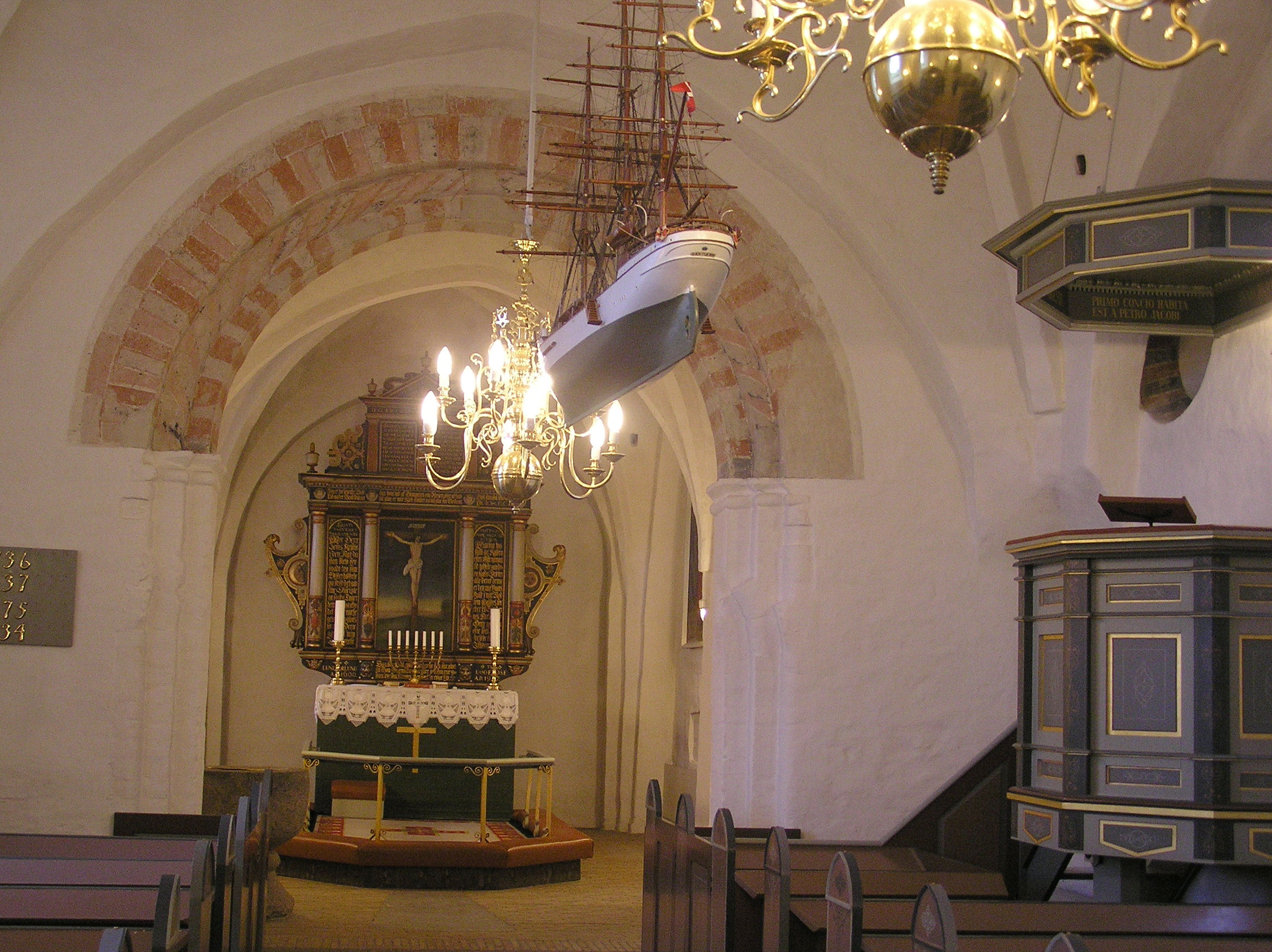
Uggeløse Kirke på Själland med altartavla i bakgrunden

Anette Harboe Flensburg, född 1961, är en dansk målare.
Hon utbildade sig på Skolen for brugskunst i Kolding i Danmark 1981–85 och i filosofi på Köpenhamns universitet 1994–96. Hon blev medlem i Kunstnersammenslutningen Grønningen 2005. Hon fick Carnegie Art Awards andrapris 2004 för bildserien Modtagelserum, en dialog med fotografier.
År 2017 fick hon Eckersbergmedaljen.
| ”                            | Flensburgs ofte panoramiske værker er blik ind i tilsyneladende virkelige arkitektoniske lokaliteter, der reelt er gennemkonstruerede. Billederne bygger – bogstavelig talt – på tredimensionelle skalamodeller i miniature, som kunstneren skaber i atelieret, fotograferer og siden benytter som maleriske forlæg. Rum åbner sig imod rum i overvejende korrekt perspektivisk förkortning. Gennem dør- og vinduesåbninger gives til tider anelsesfulde glimt af en ydre natur, der dog typisk fortoner sig i opløst farveflimmer. Lys trænger ind og reflekteres i gulve og lofter. Nogle rum er sparsomt udstyrede med enkelte møbler eller lamper, nogle har ornamentalt mønstrede tapeter eller gulvtæpper, i andre igen findes der 'billeder i billedet'. | „ |
| – Niels Boe Haugaard-Nielsen | |   |

## Offentliga verk i urval
- Utsmyckning i Højesteret i Christiansborgs slott i Köpenhamn, 2007
- Altartavla i Uggeløse kirke på Själland, 2009
- Målningar på Byretten i Köpenhamn 2011